# Indyjska Armia Narodowa
Indyjska Armia Narodowa, INA (hindi Azad Hind Fauj, ang. Indian National Army) – hinduski ochotniczy związek operacyjny sojuszniczy wobec cesarskiej Japonii podczas II wojny światowej.

## Geneza
W środowisku hinduskich nacjonalistów wchodzących w skład Indyjskiej Ligi Niepodległościowej istniały plany powołania formacji zbrojnej do walki z Brytyjczykami. Pochodziły one jeszcze z okresu I wojny światowej. Koncepcję taką silnie popierały także japońskie władze cywilne i wojskowe. Wprawdzie pierwotnie nie zamierzano realnie dokonywać uderzenia na Indie Brytyjskie, ale istnienie na zachodnich granicach imperium japońskiego sojuszniczego państwa było bardzo pożądane. Wiązało się to także z programem Japończyków utworzenia tzw. Wielkiej Wschodnioazjatyckiej Strefy Wspólnego Dobrobytu. Po zaatakowaniu przez Japonię USA i brytyjskich kolonii azjatyckich nabrały one realnych kształtów. W wyniku japońskich podbojów na Półwyspie Indochińskim ukoronowanych zajęciem Singapuru 15 lutego 1942 r. do niewoli dostało się ok. 45 tys. żołnierzy hinduskiego pochodzenia. Większość z nich zadeklarowało wspólną walkę przeciwko Brytyjczykom. Drugą grupę kolaborantów stanowili Hindusi, którzy już przed wojną współpracowali z Japończykami. Obie te grupy utworzyły – ze wsparciem japońskiej administracji wojskowej – Indyjską Ligę Niepodległościową z siedzibą w Singapurze. Na jej czele stanął hinduski nacjonalista Rash Behari Bose, przebywający w Tokio.

## Pierwsza INA
Na pocz. marca 1942 r. Liga zaproponowała Japończykom sformowanie własnej formacji zbrojnej. Po uzyskaniu oficjalnej zgody w czerwcu na konferencji w Bangkoku ogłoszono rozpoczęcie tworzenia Indyjskiej Armii Narodowej. Jej dowódcą został kpt. Mohan Singh Deb. Wstąpiło do niej ok. 20 tys. b. żołnierzy hinduskich. Jednakże taki nagły wzrost liczebny formacji zaniepokoił Japończyków. W grudniu została ona ostatecznie rozwiązana, a kpt. M. Singha aresztowano i zesłano do Pulau Ubin.

## Druga INA
Pomiędzy grudniem 1942 r. i lutym 1943 r. Rash Behari Bose próbował bez skutku reaktywować INA. W tym czasie tysiące żołnierzy hinduskich powróciło do obozów jenieckich. Trwał też impas w działalności Indyjskiej Ligi Niepodległościowej. W tej sytuacji Japończycy wymusili przekazanie przywództwa nad Ligą w ręce Subhasa Czandra Bosego, b. członka władz Indyjskiego Kongresu Narodowego. Postanowił on wówczas zmienić dotychczasowego sojusznika, stając się z kolaboranta niemieckiego kolaborantem japońskim. Na pokładzie U-Boota U-180 dotarł w lutym na Sumatrę, a stamtąd wraz z admirałem Isoroku Yamamoto udał się do Japonii. 11 maja przybył do Tokio, gdzie wystąpił w kilku audycjach radiowych skierowanych do Hindusów, aby przystąpili do walki o niepodległość Indii. 4 lipca oficjalnie stanął na czele Indyjskiej Ligi Niepodległościowej i Indyjskiej Armii Narodowej, a w październiku zdecydował się na ogłoszenie powstania Tymczasowego Rządu Wolnych Indii (Arzi Hukumat-e-Azad Hind), obejmując stanowiska premiera, ministra wojny i Naczelnego Wodza. Nowy gabinet emigracyjny – oficjalnie uznany przez 9 państw (Japonię, Birmę, Chorwację, Niemcy, okupowane Filipiny, Nankingowskie Chiny, Mandżukuo, Włochy i Syjam) natychmiast wypowiedział wojnę Wielkiej Brytanii i Stanom Zjednoczonym. Wpływy S. Cz. Bosego były bardzo duże – nie tylko na formowane siły zbrojne i rząd, ale także wśród Hindusów cywilów, rozrzuconych po całej Azji Południowo-Wschodniej, którzy w znacznej liczbie zasili INA. Powstała szkoła akademia oficerska INA i Azad Szkoła dla cywilów. Zawołaniami żołnierzy INA były Jai Hind (Zwycięstwo dla Indii) i Daj mi krew, a ja dam ci wolność. Japońskimi oficerami łącznikowymi przy jej dowództwie byli Hideo Iwakuro i gen. mjr. Isoda. Stosunki Hindusów z Japończykami nie były zbyt komfortowe. Dla wielu pobratymców formalne zwierzchnictwo japońskie nad INA i Ligą było trudne do zaakceptowania, dlatego S. Cz. Bose starał się wywalczyć dla siebie i podległych instytucji jak najwięcej niezależności. Natomiast Japończycy chcieli od niego przede wszystkim maksymalnie dużego zaangażowania militarnego do walki z Brytyjczykami. Zresztą początkowo naczelne dowództwo japońskie zamierzało uczynić z INA formację pomocniczą, gdyż uważali, że żołnierze hinduscy są zbyt zdemoralizowani i za słabo wyszkoleni. Jednakże S. Cz. Bose zdecydowanie się temu sprzeciwił, ale wydzielił do przyszłej kampanii indyjskiej tylko jedną dywizję złożoną z najlepszych żołnierzy. Dowództwo INA zostało przeniesione do birmańskiego Rangunu.

## Udział w działaniach wojennych
W lutym 1944 r. INA rozpoczęła działania wojenne przeciw Brytyjczykom na terenie Birmy w składzie japońskiej 15 Armii. Jej hasłem przewodnim było Chalo Delhi, czyli Marsz na Delhi. Pod jurysdykcję Tymczasowego Rządu Wolnych Indii, którego tymczasową siedzibą został Rangun, Japończycy oddali należące do Indii wysepki w Zatoce Bengalskiej – Andamany i Nikobary, zajęte właśnie przez wojska japońskie. W marcu hinduskie oddziały wzięły udział w kampanii w północnych Indiach – trzy japońskie dywizje piechoty i 1 Dywizja Piechoty INA licząca ok. 7 – 8 tys. ludzi (składała się z trzech batalionów: „Gandhi”, „Azad” i „Nehru”). Atak cesarskiej armii był dla Brytyjczyków całkowitym zaskoczeniem i umożliwił głębokie wbicie się w terytoria indyjskie. 18 kwietnia samobójczy oddział pod dowództwem płk. Shaukata Malika przerwał brytyjskie linie obronne i zdobył miejscowość Moirang. Zajęte ziemie oddano pod zarząd Tymczasowego Rządu Wolnych Indii, który ogłosił tymczasową stolicą Indii miasto Imphal w nadgranicznym okręgu Manipur i zachęcał do dalszego marszu na Delhi. Gubernatorem „ziem odzyskanych” został gen. mjr. A.C. Chatterjee, minister finansów w Tymczasowym Rządzie. Jednocześnie Ochotniczy Legion Hinduski walczący w Europie u boku wojsk niemieckich uznano za część INA. Wojska hinduskie w Indiach dalej nacierały, dochodząc do drogi kohimskiej oraz zajmując pozycje w rejonie miejscowości Kohima i Silchar. W głąb terytorium Indii została wysłana Brygada „Azad” pod dowództwem płk. Gulazara Singha, która dezorganizowała zaplecze wojsk brytyjskich. Działania wojenne toczyły się jednak ze zmiennym szczęściem. Przegrupowanie wojsk brytyjskich i ich ostateczny kontratak przy całkowitym panowaniu w powietrzu spowodowały ostatecznie odwrót Japończyków i Hindusów pod koniec 1944 r. do Birmy. INA straciła 50% stanu, ze 220 tys. żołnierzy japońskich powróciło zaledwie ok. 130 tys. Wyczerpane długotrwałymi walkami i zdziesiątkowane tropikalnymi chorobami oddziały dotarły do Rangunu. INA w liczbie ok. 40 tys. ludzi wzięła jeszcze w styczniu 1945 r. udział w następnej kampanii – obronie Birmy, wystawiając tam łącznie dwie dywizje – w rejonie Mandalay. Ostatecznie na wiosnę Rangun został zajęty przez Brytyjczyków.

## Medale INA
W INA i Ochotniczym Legionie Hinduskim obowiązywały następujące medale:
- Wielka Gwiazda „Sher-e-Hind” (Tygrys Indii)
- Gwiazda 1 klasy „Sardar-e-Jang”
- Gwiazda 2 klasy „Vir-e-Hind”
- order „Shahid-e-Bharat”

## Epilog
Po zakończeniu wojny rząd brytyjskich Indii wytoczył procesy niektórym schwytanym oficerom i żołnierzom INA pod zarzutem zdrady stanu. W Czerwonym Forcie w Delhi miał miejsce proces 3 wysokich oficerów INA – gen. Shaha Nawaza Khana, płk. Prema Sehgala i płk. Gurbuxa Singha Dhillona. Ich obrońcą był m.in. Jawaharlal Nehru. Obrona starała się doprowadzić do traktowania oficerów INA jako jeńców wojennych sił zbrojnych podległych legalnemu Tymczasowemu Rządowi Wolnych Indii. Indyjski Kongres Narodowy i Liga Muzułmańska wykorzystywały propagandowo proces do prowadzenia agitacji niepodległościowej. Ostatecznie dowódcy INA zostali skazani na karę dożywotniej deportacji, co nie zostało jednak zrealizowane z powodu masowych protestów publicznych. Większość b. żołnierzy INA została wypuszczona na wolność. Ich status był niejednoznaczny: z jednej strony nie dostali oni pozwolenia na wstąpienie do armii, z drugiej strony jednak uzyskali państwowe pensje.

## Współczesna pamięć o INA
W Singapurze znajduje się obecnie pomnik upamiętniający „nieznanego żołnierza” INA. Został on postawiony na miejscu innego pomnika zbudowanego jeszcze podczas okupacji japońskiej 8 lipca 1945 r. podczas oficjalnej uroczystości z udziałem S. Cz. Bosego i dygnitarzy japońskich. Po wyzwoleniu miasta przez Brytyjczyków głównodowodzący wojsk lord Louis Mountbatten nakazał zniszczenie pomnika w celu usunięcia wszystkich śladów przypominających o indyjskich kolaborantach. Obecnym pomnikiem opiekuje się hinduska diaspora zamieszkująca Singapur.